# Samaipata
Pevnost Samaipata (španělsky El Fuerte de Samaipata) je archeologická lokalita v centrální Bolívii. Nachází se v departementu Santa Cruz v nadmořské výšce téměř 2000 m n. m. Je považována za jednu z nejvýznamnějších skalních staveb na světě a od roku 1998 figuruje na seznamu světového kulturního dědictví UNESCO.

## Původ názvu
Samaipata, jak se tato lokalita někdy zkráceně označuje, znamená v kečuánštině "vrcholek odpočinku". V jazyce původních obyvatel existuje také slovo sabaipata, které lze přeložit jako "vrcholek manželství". Tomuto druhému výkladu podle názoru některých vědců odpovídá uspořádaní objektů ve tvaru trojúhelníků po celé ploše stavby.

## Účel stavby
Účel stavby je předmětem různých teorií, zda se jednalo o ceremoniální a náboženské centrum, které pravděpodobně sloužilo i k astronomickému zkoumání noční oblohy, či že toto místo sloužilo ke zpracování zlatonosné suroviny nebo dokonce jako sýpky na uskladnění obilí. Lokalitě se začalo říkat „pevnost“ vzhledem ke své lokalizaci na vrcholu hory. O stavitelích tohoto komplexu budov se neví mnoho, většina moderních studií přiřazuje autorství indiánským kmenům původem z Amazonské nížiny. Později byla Samaipata přičleněna do Incké říše (v momentě její největší územní expanze těsně před španělskou conquistou).
Samaipata sestává ze dvou částí:
- Opracovaná, otesaná skála o půdorysných rozměrech 250 m na 60 m a ploše 1,2 ha. Na povrchu pískovcové skály jsou zobrazeny petroglyfy ve tvaru zvířat (had, puma, jaguár) a geometrické tvary.
- Zóna administrativních a obytných domů o rozloze několika hektarů, která se nachází jižně od hlavní skály

## Fotogalerie

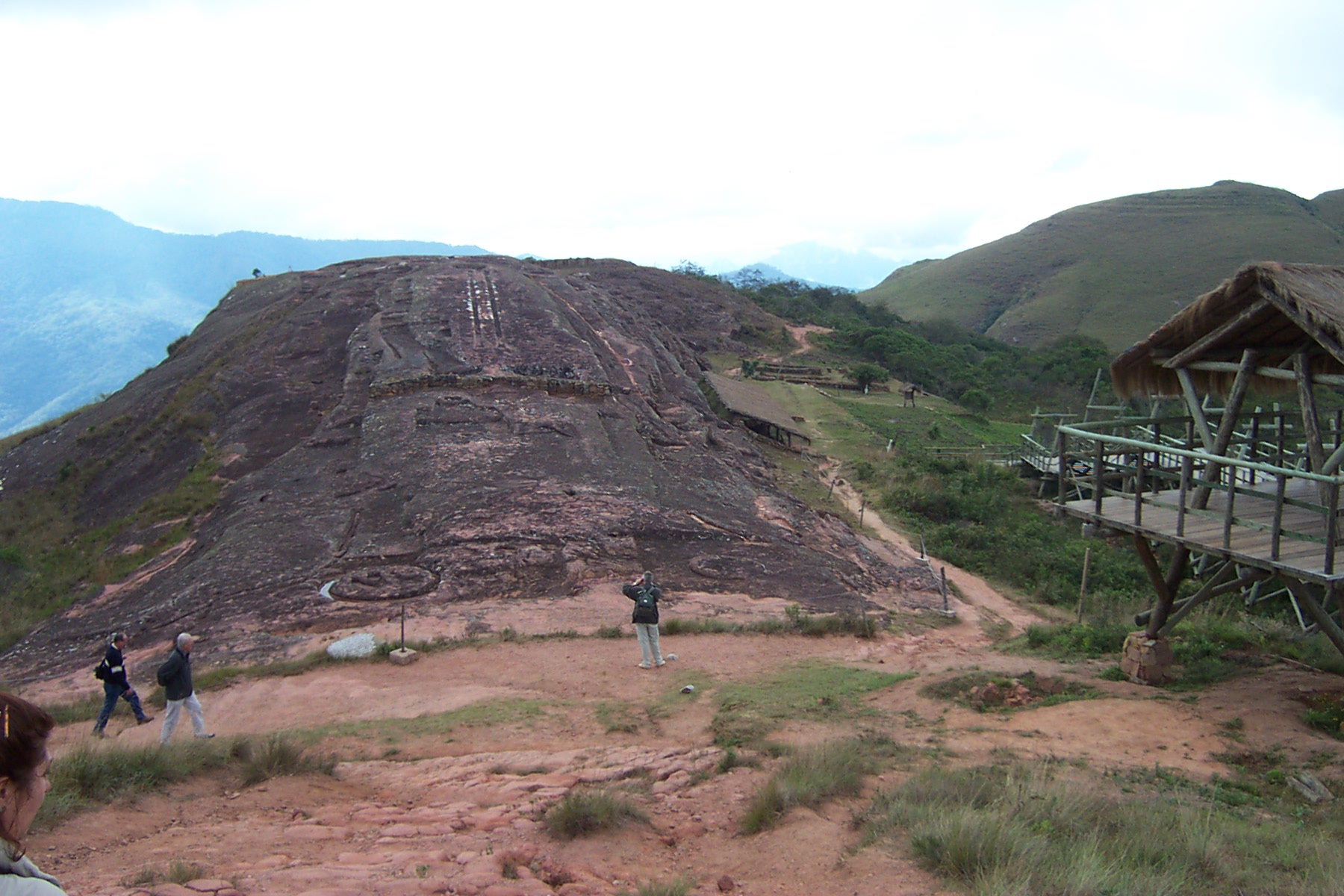
Samaipata
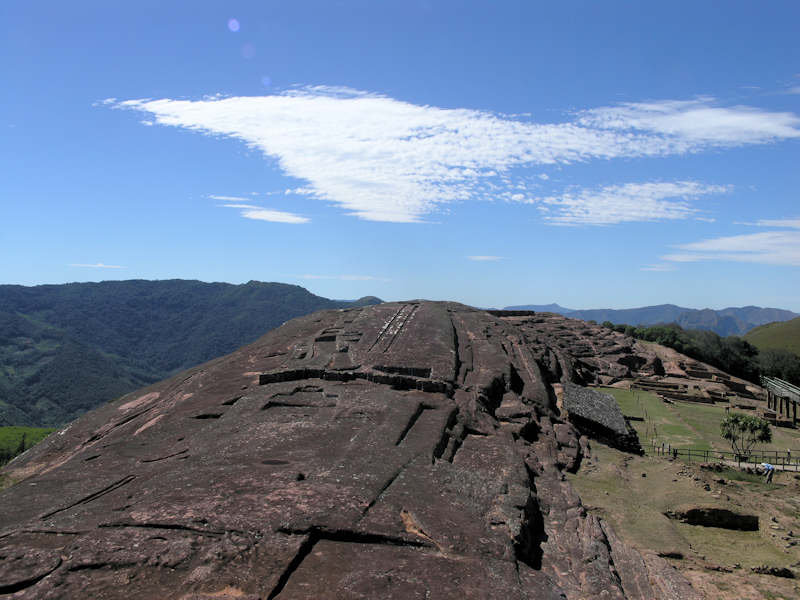
opracovaná skála
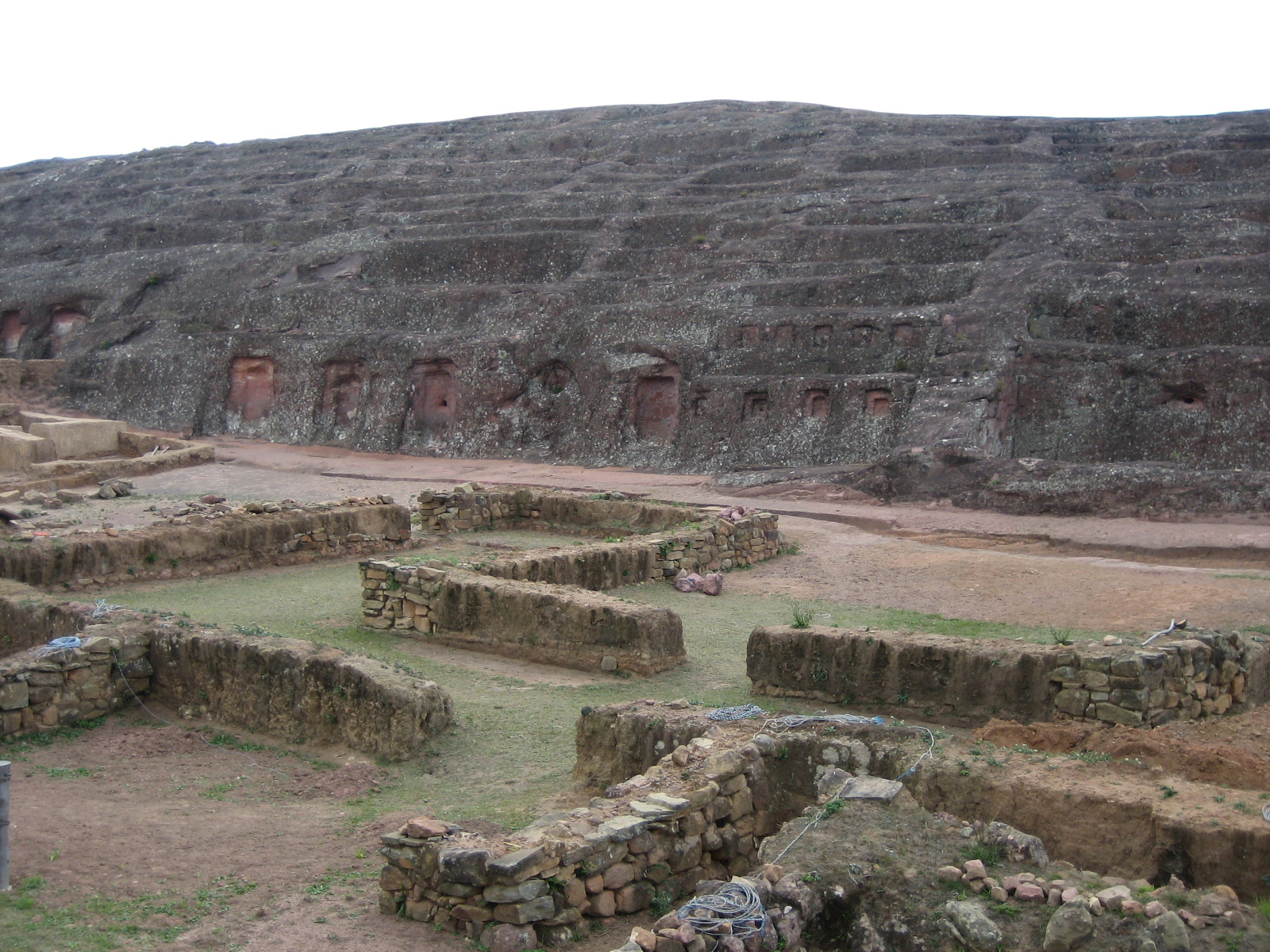
jižní svahy pod skálou
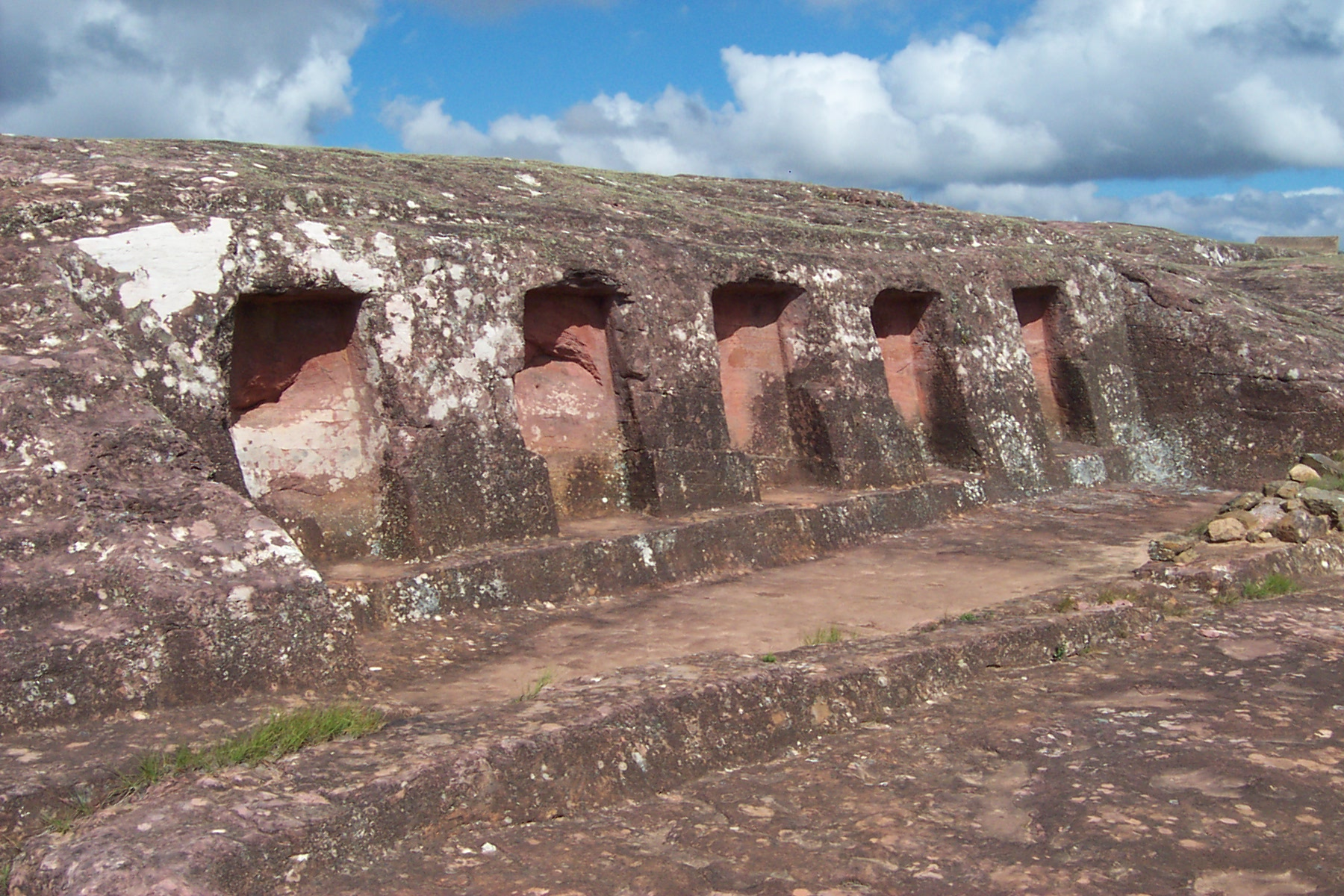
detail opracování